# Kaplica cmentarna Marii Panny w Šonovie
Kaplica cmentarna Marii Panny w Šonovie – zabytkowa kaplica wybudowana miejscowości Šonov, położonej w północno-zachodnich Czechach, w kraju hradeckim, w Sudetach Środkowych.

## Historia
W XIV w. we wsi istniał kościół pw. św. Jana Ewangelisty, zbudowany z drewna, na którego miejscu w XIX w. wzniesiono neogotycką kaplicę cmentarną Marii Panny; krytą dachem dwuspadowym. Obok cmentarza stoi plebania, a powyżej kaplicy na wzniesieniu w latach 1726–1730 wybudowano barokowy kościół św. Małgorzaty w Šonovie według projektu Kiliana Ignaza Dientzenhofera; należący do broumovskiej grupy kościołów.

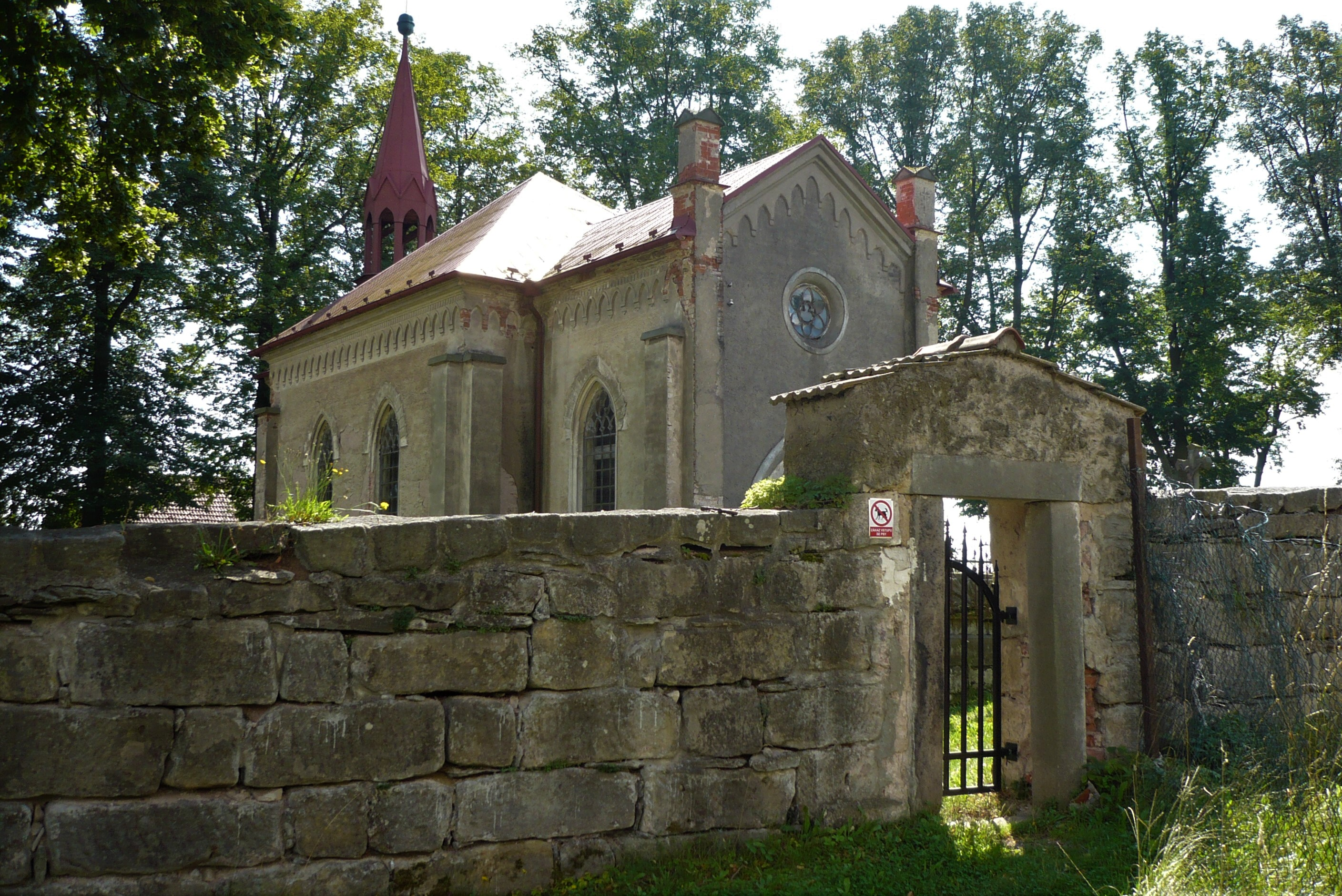
Kaplica cmentarna